# Stanisław Zgrzywa
Stanisław Andrzej Zgrzywa (ur. 29 listopada 1919 w Boratynie, obecnie Ukraina, zm. ?) – polski działacz państwowy i partyjny, nauczyciel, w latach 1980–1988 przewodniczący Prezydium Wojewódzkiej Rady Narodowej w Lublinie.

## Życiorys
Syn Jana, pochodził z rodziny chłopskiej. Ukończył dwuletnią Szkołę Partyjną przy KC PZPR, a także studia na Wydziale Rolnym Uniwersytetu Marii Curie-Skłodowskiej (prawdopodobnie w 1955). Po II wojnie światowej przez kilka lat pracował jako kierownik szkół podstawowych w Konopnem i Grabowcu, a także dyrektor Liceum Ogólnokształcącego Robotniczego Towarzystwa Przyjaciół Dzieci w Lublinie (obecne V Liceum Ogólnokształcące). Został także członkiem zarządu i wiceprzewodniczącym TPD, a od 1950 do 1952 kierował hotelami tej organizacji w Lublinie.
W 1946/7 wstąpił do Polskiej Partii Robotniczej, następnie przeszedł do Polskiej Zjednoczonej Partii Robotniczej. Od lat 50. był członkiem egzekutywy Komitetu Miejskiego w Lublinie i pierwszym sekretarzem Komitetu Uczelnianego przy UMCS. Od 1955 działał w Komitecie Wojewódzkim PZPR w Lublinie jako m.in. kierownik WOPP i Wydziału Propagandy, członek egzekutywy, przewodniczący Komisji Prasowej, sekretarz ds. propagandy. W latach 1963–1968 radca ambasady PRL w Sofii. Po powrocie do kraju został przewodniczącym Wojewódzkiej Komisji Rewizyjnej KW PZPR w Lublinie. Był także kierownikiem biura i wieloletnim sekretarzem Wojewódzkiego Komitetu Frontu Jedności Narodu. Od 1969 był radnym, a od 1980 do 1988 przewodniczącym Prezydium Wojewódzkiej Rady Narodowej w Lublinie. W drugiej połowie lat 80. sprawował funkcję wiceprzewodniczącego rady wojewódzkiej Patriotycznego Ruchu Odrodzenia Narodowego, zasiadł też w zarządzie Społecznego Komitetu Odnowy Zabytków Lublina.